# Phyllomyia dubia
Phyllomyia dubia là một loài ruồi trong họ Tachinidae.